# Amt Bornefeld

Amt Bornefeld Karte 1789

Das Amt Bornefeld bestand bereits bei der Übertragung des Amtes Blankenberg an das Herzogtum Berg im Jahr 1363. Ein Gerichtsbezirk Bornefeld unter der Bezeichnung „in judicio sine officio de Burlevelt“ wurde schon 1270 beurkundet.

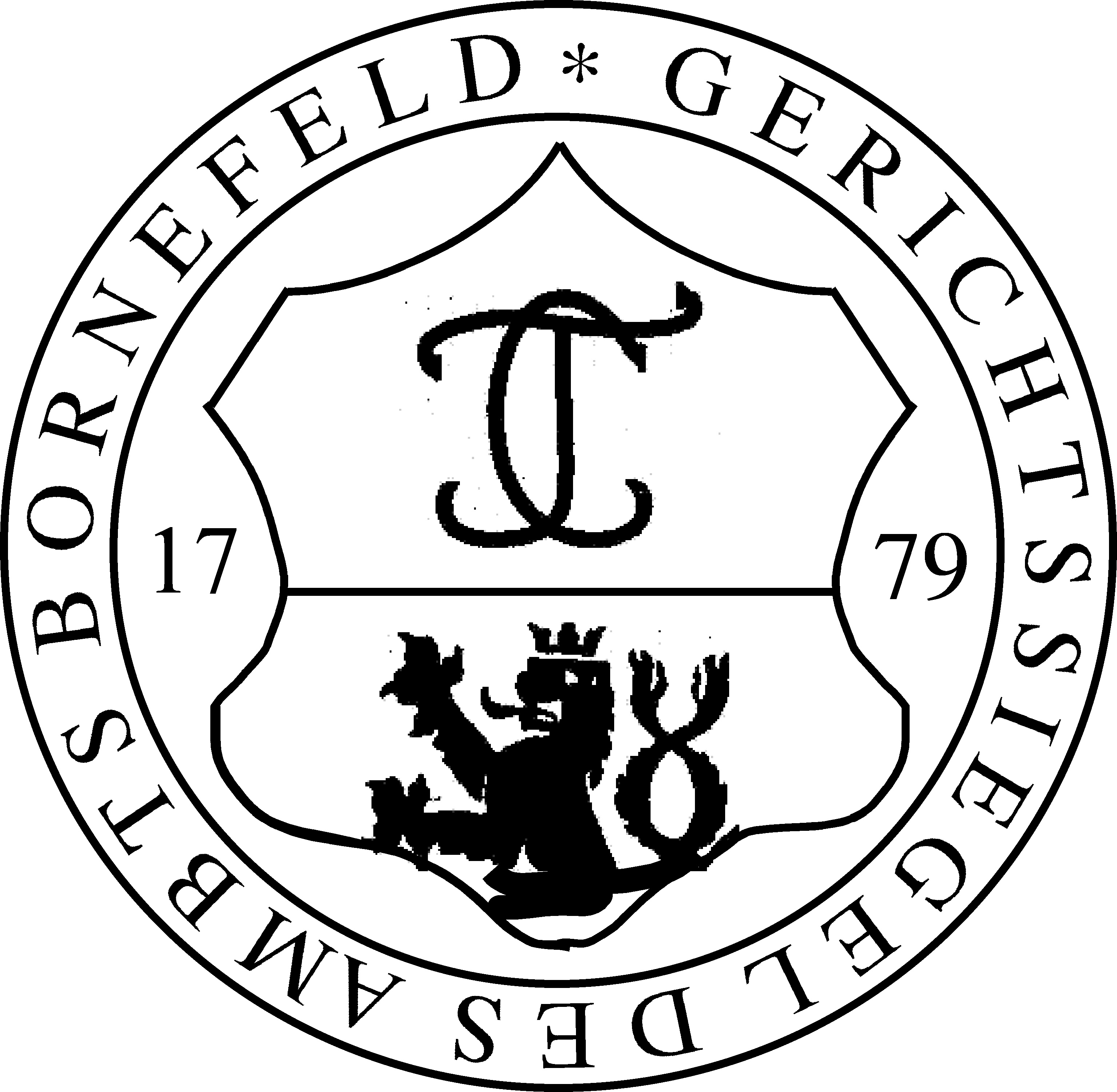
Gerichtssiegel des Amtes Bornefeld

Das Amt umfasste das Umland der heutigen Stadt Wermelskirchen, das Kirchspiel Lüttringhausen (bis 1407), Hückeswagen (ab 1555), Dhünn, Remscheid und Dabringhausen. Der Ort Lennep besaß bereits die Stadtrechte und eine eigene Gerichtsbarkeit, war also nicht Teil des Amtes. Südlich grenzte das Amt Steinbach an, westlich das Amt Miselohe und das Amt Solingen, später im Nordosten ab ca. 1380 das Amt Beyenburg, in das Lüttringhausen überführt wurde, und schließlich im Nordwesten das Amt Elberfeld.

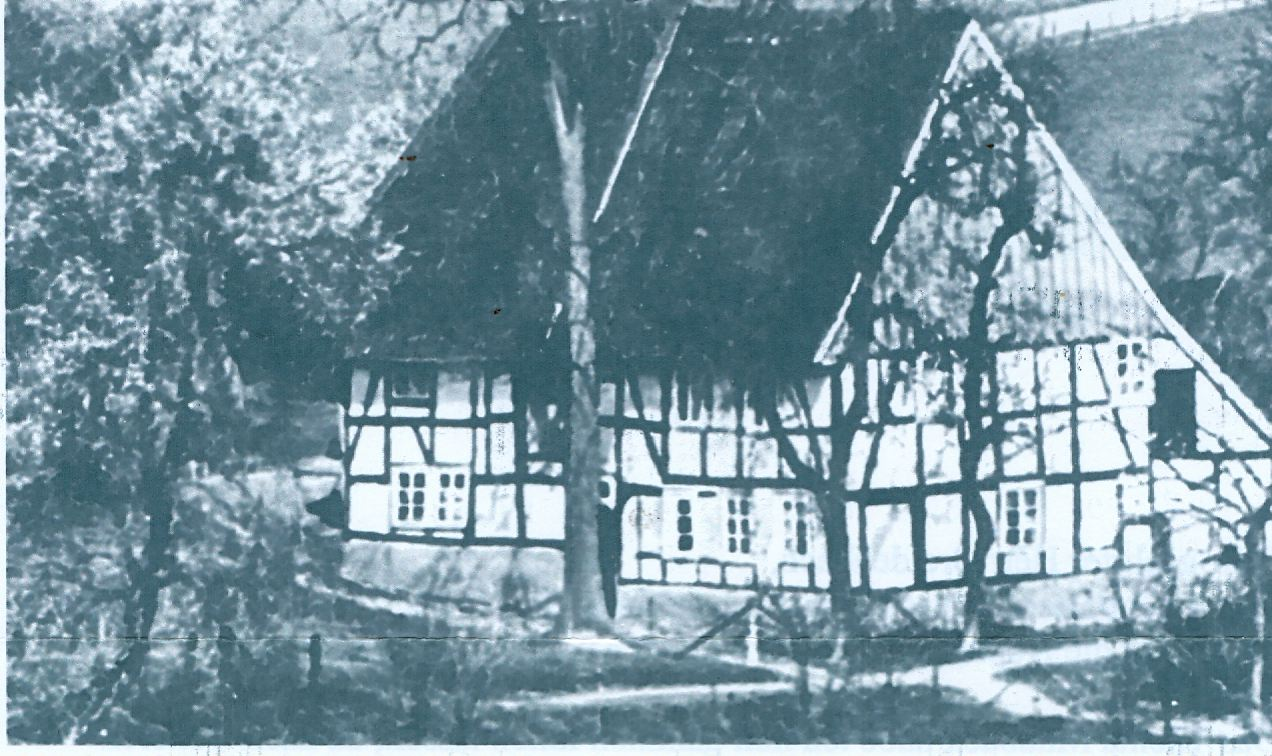
Das angebliche Amtshaus in Bornefeld um 1910

Amtssitz soll zunächst Lennep, später das heutige Bergisch Born, gewesen sein. Das in zentraler Lage gelegene Bornefeld ist daher vermutlich auch Sitz des 1270 erstmals erwähnten Gerichtsbezirkes, auch Vest genannt, aus dem das Amt hervorging. Aus Urkunden geht hervor, dass der administrative Sitz des Amtes sich im 15. Jahrhundert nach Wermelskirchen verlagerte, wo nachweislich bis 1789 der Galgenplatz lag.
Im Jahr 1555 wurde es administrativ mit dem Amt Hückeswagen vereinigt und hieß seitdem Amt Bornefeld-Hückeswagen. Haus Nagelsgaul bei Wipperfürth war über mehrere Generationen Wohnsitz der adeligen Amtmänner aus der Familie von Nagel. Der Sitz des Richters war zuletzt bis 1812 Schloss Hückeswagen. Der Sitz der Amtsverwalter, zuletzt bis 1812 versehen durch Carl Philipp von Schatte, war Wermelskirchen.

## Das Gericht des Amts Bornefeld
Eine Besonderheit für das Amt Bornefeld lag in der Bestimmung, dass 24 Schöffen anderer Gerichte oder anderer Ämter zur Konsultation hinzugezogen werden mussten, wenn bei offenen Rechtsfragen kein Beschluss gefasst werden konnte. Für das Amt Bornefeld waren dies die Ämter Miselohe und Steinbach. Der Rechtszug ging über Wermelskirchen nach Dabringhausen, von dort an die herzogliche Kammer auf Schloss Burg. Die Tagungen des Gerichtes fanden abwechselnd in Wermelskirchen und Hückeswagen statt oder an verschiedenen Orten im Amtsbezirk, häufig in der „Linde“ in Remscheid oder im „Jägerhaus“ in Bergisch Born.
Der Mathematiker und Geograph Erich Philipp Ploennies schrieb 1715 in seinem topographischen Werk über die Gebiete Solingen und Remscheid:

„…daß hier ‚die meisten inwohner…handwercksleüte und Kaufleüt‘ seien, ‚daher siehet man in demselben soViel werckstädt(n), soViel schleifkotten, hämmer…und schmieden; sintemahl in diesem Ambt die meisten eisenware(n) Von degen, messern…und anderen dingen gemacht werden…und in frembde lande Versandt‘.“

## Amtmänner
Folgende Amtmänner sind urkundlich belegt:
- 1365       Bruno von Garath, amptman in der vesten van Bornfeldt
- 1379,13.5. Peter in den Barmen
- 1385       Karselis Brachger, kelner zor Burgh ind amptman zu Bernevelde
- 1397       Dietrich vom Berchem, Amtmann von Bornefeld zu Lennep (LA NRW R, Berg. Urkunde 876)
- 1404       Heinrich von Landsberg (LA NRW R, Berg. Urkunde 1000)
- 1405       Johann up me Berge (LA NRW R, Berg. Urkunde 1021)
- 1409       Hermann Overlacher
- 1410–1411  Johann Winterhagen
- 1415–1428  Everhard zu Limburg
- 1428       Otto Vese
- 1430       Johann von Zweiffel (Stursberg, Remscheid, S. 61)
- 1456–1488  Johann Vese
- 1488–1494  Johann Vese (Sohn?)
- 1501       Johann von der Leyen gen. von den Steinen
- 1506       Szephan Quad
- 1512       Ludwig Sigmund von Landsberg
- 1521       Johann von der Leyen
- 1544       Hermann Quad
- 1550–1561  Bertram von Plettenberg zum Grund
- 1562–1600  Wilhelm von Plettenberg
- 1606–1608  Johann von Wylich zu Bernsau
- 1609       Bernhard von Overheid
- 1618–1632  Gerhard von Aldenbrück gen. Velbrück
- 1634       Johann Wilhelm von Bellinghausen
- 1641       Christoph von Overheide
- 1645,16.2. Johann von Scheid gen. Weschpfennig
- 1665       Georg Adolf von Nagel
- 1693–1718  Stephan Heinrich Conrad von Nagel
- 1718–1731  Mathias Werner von Nagel
- 1731–1765  Conrad Caspar von Nagel
- 1765–1789  Adam Conrad von Nagel
- 1789–1806  Stephan Franz Adolf von Nagel